# Dasyrhicnoessa adelpha
Dasyrhicnoessa adelpha är en tvåvingeart som beskrevs av Lorenzo Munari 2005. Dasyrhicnoessa adelpha ingår i släktet Dasyrhicnoessa och familjen Canacidae. Inga underarter finns listade i Catalogue of Life.